# 18084 Adamwohl
18084 Adamwohl è un asteroide della fascia principale. Scoperto nel 2000, presenta un'orbita caratterizzata da un semiasse maggiore pari a 2,4423840 UA e da un'eccentricità di 0,1431453, inclinata di 5,86293° rispetto all'eclittica.